# Paraheterorhabdus longispinus
Paraheterorhabdus longispinus är en kräftdjursart som först beskrevs av Davis 1949.  Paraheterorhabdus longispinus ingår i släktet Paraheterorhabdus och familjen Heterorhabdidae. Inga underarter finns listade i Catalogue of Life.